# Giro di Lombardia 1929
Il Giro di Lombardia 1929, venticinquesima edizione della corsa, fu disputata il 26 ottobre 1929, su un percorso totale di 238 km. Fu vinta dall'italiano Pietro Fossati, giunto al traguardo con il tempo di 8h13'10", alla media di 28,955 km/h, precedendo i connazionali Adriano Zanaga e Raffaele Di Paco.
Presero il via da Milano 72 ciclisti e 45 di essi portarono a termine la gara.

## Ordine d'arrivo (Top 10)
| Pos. | Corridore        | Squadra           | Tempo    |
| ---- | ---------------- | ----------------- | -------- |
| 1    | Pietro Fossati   | Maino-Clement     | 8h13'10" |
| 2    | Adriano Zanaga   | Touring           | s.t.     |
| 3    | Raffaele Di Paco | -                 | s.t.     |
| 4    | Felice Gremo     | Ideor             | s.t.     |
| 5    | Learco Guerra    | Maino-Clement     | s.t.     |
| 6    | Luigi Barral     | -                 | s.t.     |
| 7    | Mario Bianchi    | Gloria-Hutchinson | s.t.     |
| 8    | Pietro Bestetti  | Bianchi-Pirelli   | s.t.     |
| 9    | Adolfo Martelli  | -                 | s.t.     |
| 10   | Ambrogio Morelli | Gloria-Hutchinson | s.t.     |